# Cogelec
Cogelec est une entreprise cotée en bourse de Paris, qui fabrique et vend des interphones et des dispositifs qui contrôlent l'accès des lieux public ou privés. C'est le seul fabricant français dans ce type d'équipement. L'entreprise est installée à Mortagne-sur-Sèvre. La société dispose également de 3 filiales (Londres, Düsseldorf, Amsterdam). 
Le groupe couvre l'ensemble du marché des Interphones aux dispositifs de contrôle d'accès. Viennent se greffer à ce tronc, des gammes connexes, telles que le hall connecté (étiquette de boite à lettre connecté, tableau d’affichage interactif) ou la gestion des clés (boîte à clé connectée). 
L'entreprise vend ses produits par l'intermédiaire de ses quatre marques : Intratone, Hexact, Kibolt, Rozoh. éligibles au système Vigik.

## Histoire
La société a été fondée en 2000 à Mortagne-sur-Sèvre. 
En juin 2018, Cogelec est introduit à la bourse de Paris. Elle est valorisée 104,6 millions d'euros à l'occasion de son introduction en bourse. C'est au cours de cette même année que l'entreprise créera ses trois filiales européennes situées en Allemagne, Angleterre et aux Pays-Bas. 
En 2019 Cogelec met au point une boite aux lettres connectée.
En 2022, Cogelec ouvre son showroom à Paris permettant à ses clients de venir découvrir et se former à la gamme de produits.

## Marques du groupe
La société ne propose pas ses produits en nom propre. Ses 4 marques vendent l'ensemble de l'offre proposée par Cogelec : 
Elle crée d'abord la marque Hexact. En 2007, le groupe introduit Intratone. C'est par l'intermédiaire de cette marque que l'entreprise va proposer une offre d'interphonie sans fil via le réseau GSM. 
En 2019, le groupe introduit la solution Kibolt. Celle-ci permet d'ouvrir différents accès équipés d'un cylindre, par l'intermédiaire d'une seule et unique clé. C'est le propriétaire ou gestionnaire du lieu qui programme les autorisations : la serrure sait quelle clé Kibolt est autorisée et à quels moments de la journée. 
Rozoh, dernière marque introduite par le groupe propose une offre de contrôle d'accès via GSM destinée aux professionnels. Ses solutions sécurisent les bâtiments et équipements des collectivités ainsi que des industries. 

## Principaux actionnaires
Au 17 août 2021.
| Roger Leclerc                         | 60,1% |
| DNCA Finance                          | 3,15% |
| Tocqueville Finance                   | 2,59% |
| Discover Capital                      | 2,25% |
| Amiral Gestion                        | 2,00% |
| HSBC Global Asset Management (France) | 1,97% |
| Crédit mutuel Asset Management        | 1,56% |
| Keren Finance                         | 1,51% |
| Cogelec                               | 1,47% |
| HC Capital Advisors                   | 1,24% |